# Gdakowo
Gdakowo is een plaats in het Poolse district  Kwidzyński, woiwodschap Pommeren. De plaats maakt deel uit van de gemeente Prabuty en telt 270 inwoners.

## Verkeer en vervoer
- Station Gdakowo